# Vatroslav Mimica
Vatroslav Mimica (n. 25 iunie 1923, Omiš, Cantonul Split-Dalmația, Croația – d. 15 februarie 2020, Zagreb, Croația) a fost un scenarist și regizor de film croat.

## Tinerețea
Născut în orășelul dalmatic Omiš, Mimica s-a înscris la Școala de Medicină a Universității din Zagreb înainte de izbucnirea celui de-al Doilea Război Mondial. În 1942 s-a înscris în Liga Tineretului Comunist din Iugoslavia (SKOJ) și în 1943 s-a alăturat partizanilor iugoslavi, devenind membru al unităților medicale.

## Carieră
După război, Mimica a scris recenzii literare și de film și a început o carieră în domeniul cinematografic în anul 1950, când a devenit directorul studioului de producție Jadran Film.

### Filme de animație
A debutat ca scenarist și regizor în filmul iugoslav În furtună (în croată: U oluji, 1952), în care au jucat Veljko Bulajić, Mia Oremović și Antun Nalis. În anii 1950 Mimica a lucrat ca scenarist și regizor al câtorva filme de animație apreciate de critici și a devenit un membru proeminent al Școlii de Filme de Animație de la Zagreb (scurtmetrajul de animație Singuraticul (Samac) din 1958 a fost premiat la un festival de film de la Veneția), alături de cineaști ca Vlado Kristl și Dušan Vukotić, câștigător al Premiului Oscar pentru cel mai bun scurtmetraj de animație.

### Film de cinema
În anii 1960 Mimica s-a îndepărtat de animație (ultimul său film de animație a fost filmul Pompierii (Vatrogasci) din 1971) și s-a orientat către regia filmelor de cinema, începând cu filmul iugoslavo-italian Soliman Cuceritorul (în italiană Solimano il conquistatore, 1961) cu Edmund Purdom și Giorgia Moll. Filmul Prometeu din insulă (Prometej s otoka Viševice, 1965) a câștigat Marele Premiu Arena de Aur pentru cel mai bun film la Festivalul de Film de la Pula din 1965 și i-a adus lui Mimica un premiu Arena de Argint pentru cel mai bun regizor. El a concurat, de asemenea, la ediția a IV-a a Festivalului Internațional de Film de la Moscova, obținând o diplomă specială.
În anul următor, filmul Luni sau marți (Ponedjeljak ili utorak, 1966) a câștigat Marele Premiu Arena de Aur pentru cel mai bun film, iar Mimica a câștigat Arena de Aur pentru cel mai bun regizor.
Mimica a realizat alte câteva filme în cursul anilor 1970, în special filmele de epocă Anno Domini 1573 (Seljačka buna 1573) - care prezintă Răscoala țărănească croată-slovenă din secolul al XVI-lea - și Șoimul (Banović Strahinja) - cu acțiunea petrecută în Serbia secolului al XIV-lea -, înainte de a se retrage din cariera de cineast în 1981. În anul 2012 a fost distins cu premiul Unicornul de Aur pentru întreaga carieră la Festivalul Internațional de Film de la Amiens.

## Viața personală
Fiul său, Sergio Mimica-Gezzan, este un regizor american de film și televiziune.

## Filmografie
- Jubileul domnului Ikel (Jubilej gospodina Ikla, 1955)
- Suleiman Cuceritorul (Solimano il conquistatore, 1961)
- Prometeu al insulei (Prometej s otoka Viševice, 1964)
- Luni sau marți (Ponedjeljak ili utorak, 1966)
- Kaya (Kaja, ubit ću te!, 1967)
- Un eveniment (Događaj, 1969)
- Cei hrăniți (Hranjenik, 1970)
- Partea macedoneană a iadului (Makedonskiot del od pekolot, 1971)[15]
- Anno Domini 1573 (Seljačka buna 1573, 1975)
- Ultima misiune a sabotorului Oblak (Posljednji podvig diverzanta Oblaka, 1978)
- Șoimul (Banović Strahinja, 1981)

## Legături externe
- Vatroslav Mimica la Internet Movie Database
- Interviu cu Vatroslav Mimica pe Kinoeye.com
- Biografia lui Vatroslav Mimica pe Filmski-Programi.hr